# Angelina Vilar
Angelina Vilar o Villar, (Valencia, 8 de junio de 1889 - Valencia, 9 de diciembre de 1962), cuyo verdadero nombre era Angelina Asenjo Verdú, fue una actriz y soprano española.

## Biografía y carrera artística
Consiguió matrícula gratuita para nuevo ingreso en el Conservatorio de Valencia en 1906. En noviembre de ese año ya apareció cantando el dúo de la ópera Otello de Verdi en el homenaje a Santa Cecilia celebrado en el Conservatorio. En esta época todavía utiliza su apellido, que cambiará al de Vilar para su carrera profesional.
Acabados sus estudios, en 1910 interpretó la opereta El conde de Luxemburgo en el Teatro Nuevo de Barcelona.
Debutó como tiple en Madrid en 1917. Actuó en el Teatro de Verano con la opereta El conde de Luxemburgo, que ya había interpretado en Barcelona. Su debut en el Teatro Reina Victoria lo hará en 1917.
Otras obras en las que intervino como tiple son La dama blanca, La duquesa del Tabarín o Los claveles rojos. También participó en multitud de comedias, entre la que destacan, sólo en el periodo 1923-1925, El príncipe se casa, Les barraques, El celoso extremeño, Los primos, El dinero del duque, La escena final, Hay que vivir, La buena suerte, El mendigo de Guernica, El filón, Disraeli...
Los principales teatros en los que actúa, todos ellos de Madrid, son el Teatro Reina Victoria, el Teatro de la Zarzuela, Teatro Bretón o el Teatro Infanta Isabel.
De la revista Nuevo Mundo, como pie a una fotografía suya realizada por Calvache, nos dice el periodista:

Angelina Vilar- Elegancia equívoca, de gran señero vagamente cocolesca o de mundana desconcertantemente señoril. Elegancia ambigua; pero elegancia, y muy atrayente, con sus finos detalles alarmantes, que hacen a una mujer bonita más sugestiva aún.
Carlos Fortuny

Sacó también tiempo para formar parte de la segunda Junta del Sindicato de actores.
Murió en Valencia en 1962. Sus restos reposan en el Cementerio de Valencia.

## Actriz de cine
Protagonizó la película Magda, dirigida por Alberto Marro y Ricardo de Baños en 1912, junto a Concepción Llorente. La cinta se estrenó el 11 de diciembre de 1913.
En 1914 protagoniza Rosalinda, junto con Joaquín Carrasco y dirigida por los mismos directores.
También intervino en la película Los cascabeles fantasmas, de Ricardo de Baños, en 1916.